# Grammia conspica
Grammia conspica là một loài bướm đêm thuộc phân họ Arctiinae, họ Erebidae.